# Rio Taquari (Mato Grosso do Sul)
Pour les articles homonymes, voir Rio Taquari (homonymie).
Le rio Taquari est une rivière brésilienne qui coule dans les États de Mato Grosso et de Mato Grosso do Sul. C'est un des principaux affluents du río Paraguay auquel il donne ses eaux en rive gauche. C'est donc un sous-affluent du fleuve Paraná.
Il ne faut pas le confondre avec la rivière homonyme qui coule dans l'État de Rio Grande do Sul.

## Géographie
Le rio Taquari a une longueur approximative de 630 kilomètres.
Il nait à l'extrémité sud-est de l'État de Mato Grosso, dans le municipe d'Alto Taquari (microrégion d'Alto Araguaia), sur les versants de la Serra do Caiapó, au nord-est de la ville de Coxim. Son cours est globalement orienté de l'est-nord-est vers l'ouest-sud-ouest.
Il se jette dans le río Paraguay, au kilomètre 1.467, à hauteur de Porto da Manga, à quelque 63 km en aval de l'important port fluvial de Corumbá.

## Navigabilité
Le rio Taquari est navigable toute l'année jusque Porto Rolón au km 100, pour des embarcations de 0,50 mètre de tirant d'eau. Au delà, et jusqu'à Coxím au km 338, il est navigable durant la période des hautes eaux uniquement. 

## Hydrométrie - Les débits à Coxim
Le débit de la rivière a été observé pendant 12 ans (1966-1978) à Coxim, localité brésilienne du Mato Grosso do Sul située à quelque 335 kilomètres de son embouchure dans le río Paraguay. 
À Coxim, le débit annuel moyen ou module observé sur cette période a été de 264 m3/s pour une surface étudiée de 27 040 km2.
La lame d'eau écoulée dans le bassin versant se monte ainsi à 308 millimètres par an, ce qui peut être considéré comme modérément élevé. 
Le rio Taquari est un cours d'eau assez abondant et très régulier. Les hautes eaux se déroulent durant l'été austral, de fin décembre à mars. Au mois de mars, le débit de la rivière baisse lentement jusqu'aux basses eaux allant de juillet à début octobre. Durant cette saison, la rivière garde un débit toujours très appréciable.
Le débit moyen mensuel observé en août (minimum d'étiage) atteint 172 m3/s, soit plus de 40 % du débit moyen du mois de février (404 m3/s), mois du débit mensuel moyen maximal. Ceci témoigne de la faible amplitude des variations saisonnières.
Sur la durée d'observation de 12 ans, le débit mensuel minimal observé a été de 120 m3/s (en août), tandis que le débit mensuel maximal s'élevait à 957 m3/s (en janvier).